# Cerodontha scripivora
Cerodontha scripivora är en tvåvingeart som beskrevs av Spencer 1969. Cerodontha scripivora ingår i släktet Cerodontha och familjen minerarflugor.
Artens utbredningsområde är Ontario. Inga underarter finns listade i Catalogue of Life.